# Grobla przez Zalew Wiślany

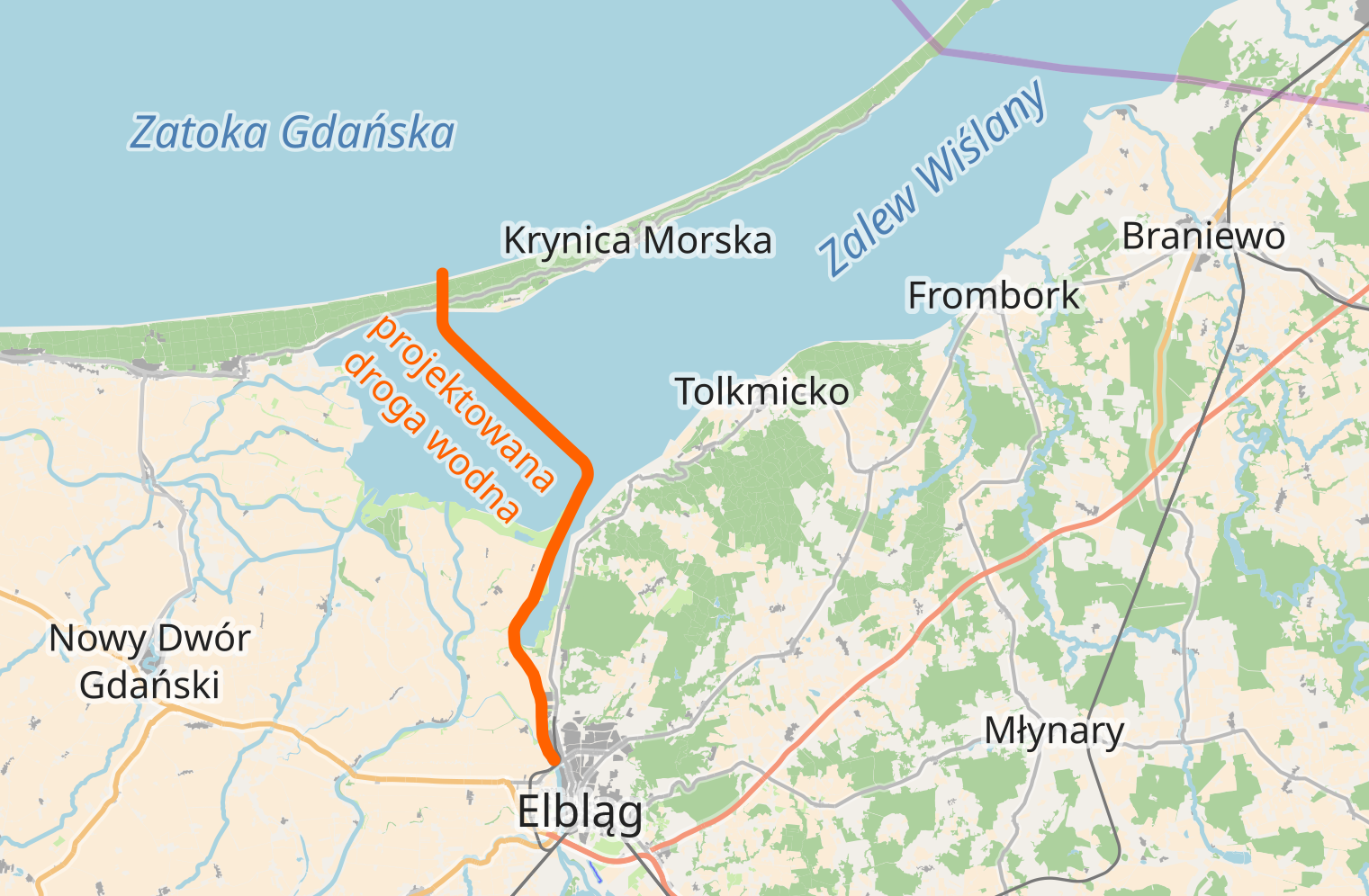
Mapa Zalewu Wiślanego, zaznaczona projektowana droga wodna związana z kanałem przez Mierzeję Wiślaną

Grobla przez Zalew Wiślany – niezrealizowany polski projekt z lat 70. i 80. XX wieku przegrodzenia Zalewu Wiślanego groblą.

## Historia
Projekt podyktowany był chęcią zapobiegania powodziom powstałym w wyniku cofki sztormowej, zagrażającej Żuławom Wiślanym. Grobla miała zostać zrealizowana w najwęższym miejscu zalewu, pomiędzy Tolkmickiem i Krynicą Morską. Miałaby 6,8 km długości i 36 metrów szerokości. Grzbietem obiektu przebiegać miałaby czteropasmowa autostrada. W miejscu przecięcia z elbląskim torem wodnym powstać miał most zwodzony umożliwiający przepływanie statkom, jak również regulowanie poziomu wód w powstałych odrębnych akwenach.
Pomysłodawcą i zwolennikiem budowy grobli był inżynier Henryk Pietrowicz z Wojewódzkiego Zarządu Inwestycji Rolnych w Elblągu. Opracował on plan ochrony przeciwpowodziowej Żuław, którego elementem miałaby być grobla przez Zalew Wiślany i przekop Mierzei Wiślanej.  Szczegóły projektu dopracowywał zespół inżynierów z Biura Projektów Budownictwa Morskiego "Projmors" z Gdańska pod kierownictwem inż. Pawła Chaciewicza. Zaplanowano użycie około 140.000 m³ betonu i półtora miliona m³ piasku, pozyskanych z jednoczesnej budowy przekopu mierzei.
Oprócz ochrony przed powodzią budowa grobli i przekopu przynieść miała również inne korzyści: skrócenie o około 40 kilometrów drogi z Elbląga i reszty Polski nad morze, umożliwienie nieskrępowanego wpływania niedużym jednostkom morskim do portu w Elblągu oraz stworzenie turystom, żeglarzom i letnikom atrakcyjnego akwenu zachodniego do wypoczynku i uprawiania sportów wodnych.
Projektu nigdy nie zrealizowano.